# Benito Juárez, San Fernando
Benito Juárez är en ort i Mexiko.   Den ligger i kommunen San Fernando och delstaten Tamaulipas, i den centrala delen av landet, 600 km norr om huvudstaden Mexico City. Benito Juárez ligger 54 meter över havet och antalet invånare är 286.
Terrängen runt Benito Juárez är platt, och sluttar brant österut. Runt Benito Juárez är det glesbefolkat, med 9 invånare per kvadratkilometer. Närmaste större samhälle är La Lomita, 8,7 km sydost om Benito Juárez. Trakten runt Benito Juárez består till största delen av jordbruksmark.